# Acidente do Embraer EMB 120 Brasilia prefixo 5Y-AXO em 2020
O acidente do Embraer EMB 120 Brasilia prefixo 5Y-AXO em 2020 foi um acidente aéreo envolvendo um Embraer EMB 120 da East African Express Airways que estava se aproximando de Berdale em um voo fretado de carga do Aeroporto de Baidoa, Somália, em 4 de maio de 2020, quando foi supostamente abatido por tropas em terra da Força de Defesa Nacional da Etiópia. Todos os seis ocupantes, incluindo quatro passageiros de folga e dois tripulantes, morreram. O avião levava suprimentos médicos para ajudar na pandemia de COVID-19 na Somália, além de redes mosquiteiras.
De acordo com um relatório de incidente de uma página da força de manutenção da paz da União Africana que vazou no Twitter em 10 de maio, tropas etíopes não afiliadas à missão de manutenção de paz dispararam contra a aeronave porque fez uma abordagem não-padrão a partir do oeste em vez do leste, e exibia uma trajetória de voo irregular, levando as tropas a concluir que poderia estar envolvido em um ataque suicida; o relatório citou uma "falta de comunicação e conscientização" das tropas etíopes. No entanto, as autoridades enfatizaram que o relatório contém contradições prontamente aparentes e erros de fato, e que a força de manutenção da paz carece de experiência para determinar conclusivamente a causa do acidente; está em andamento uma investigação conjunta de acidentes por funcionários da Somália, Etiópia e Quênia, com resultados preliminares esperados em 45 dias. Além de investigar o acidente, os líderes somalis questionaram por que as tropas etíopes, fora da autoridade da força de manutenção da paz, estavam conduzindo operações armadas na Somália; há um histórico de incursões polêmicas não autorizadas na Somália por tropas etíopes e quenianos que perseguem militantes da Al-Shabaab.